# Brønsted-Lowry syre-base teori
Brønsted–Lowry teorien om syre-basereaktioner er en teori foreslået uafhængigt af Johannes Nicolaus Brønsted og Thomas Martin Lowry i 1923. Basis for denne teori er at når en syre og en base reagerer med hinanden omdannes basen til sin korresponderende syre og syren til sin korresponderende base ved at at udveksle en hydron (proton, H+).

## Eksempel
To vandmolekylder kan være et eksempel på teorien, idet de to vandmolekylder kan danne en oxonium-ion og en hydroxid-ion:
{\displaystyle {\ce {H2O + H2O <=> H3O+ + OH-}}}